# Tlepòlem (sàtrapa)
Tlepòlem (en llatí Tlepolemus, en grec antic Τληπόλεμος) fill de Pitòfanes, era un dels ἑταῖροι (Companys) o guàrdia personal d'Alexandre el Gran i es va unir al govern dels districtes de Pàrtia i Hircània amb Amminapes, un part al que Alexandre havia nomenat sàtrapa d'aquestes províncies.
En un període posterior, Tlepòlem va ser nomenat per Alexandre sàtrapa de Carmània, que va conservar a la mort del rei l'any 323 aC i a la divisió de Triparadisos el 321 aC. Més endavant ja no se'l menciona. En parlen Flavi Arrià i Diodor de Sicília.